# Aradi park

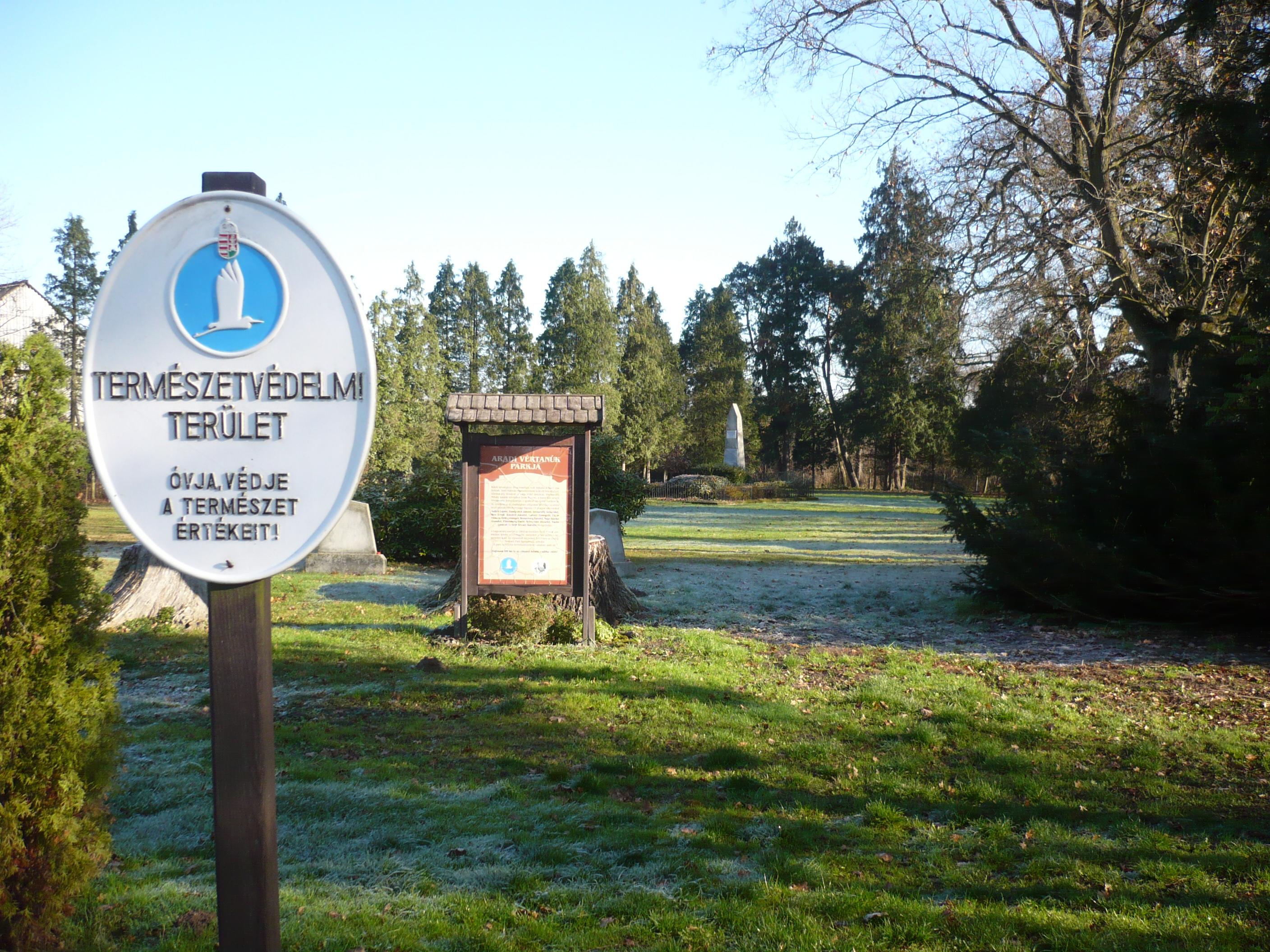
Aradi park

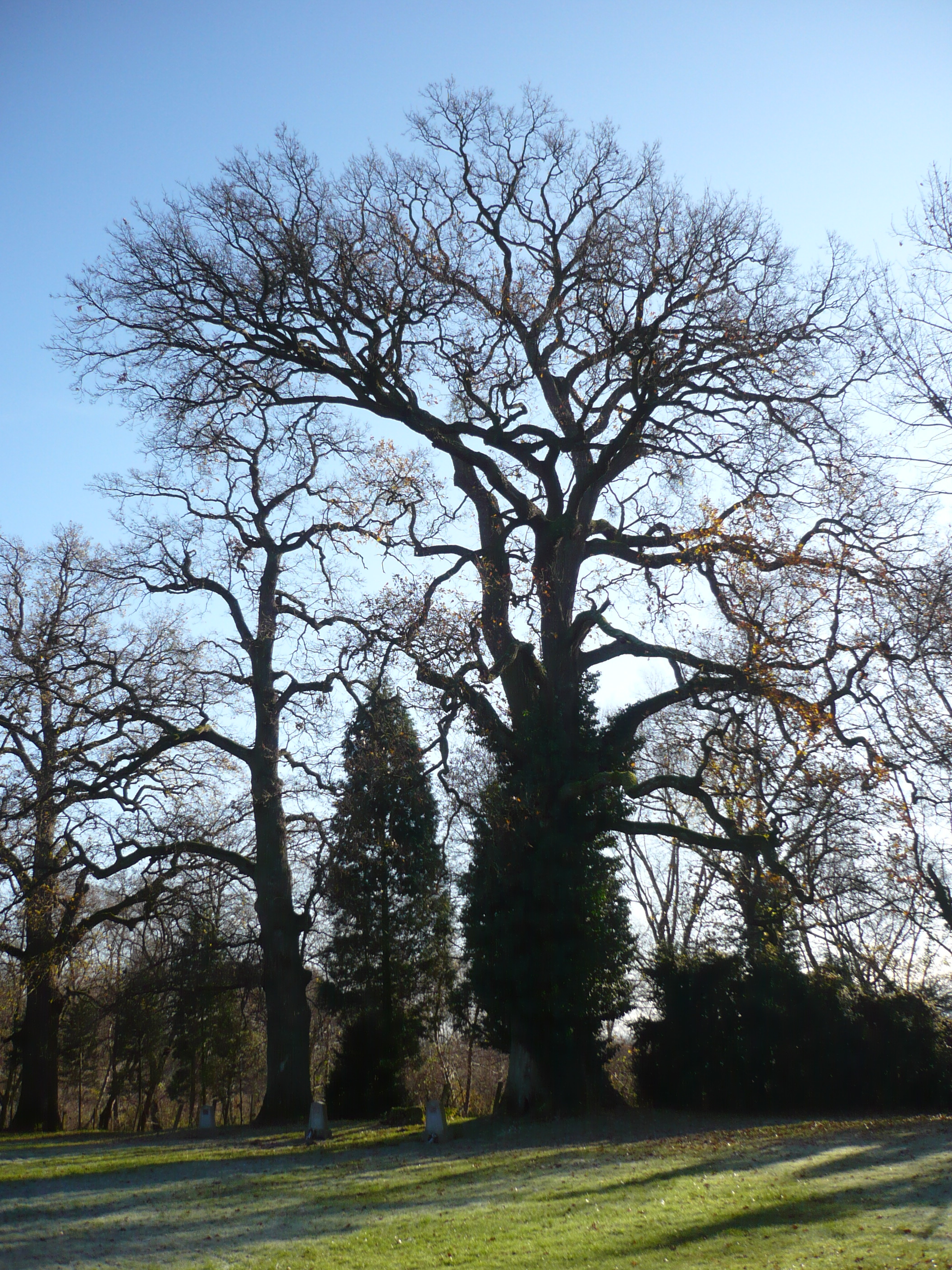

Az Aradi park elnevezésű történelmi emlékhely a Vas vármegyei Rátót községben található. A kistelepülés a 8-as számú főút mentén, déli irányban helyezkedik el, Körmend és Szentgotthárd közt félúton.
A községben és környékén volt birtoka a Széll családnak, itt áll az egykori miniszterelnök Széll Kálmán kastélya is. Feleségének Vörösmarty Ilonának, a költő édesapa halála után Deák Ferenc a gyámja, aki gyakran látogatta Rátóton is. A hagyomány szerint az 1860-as években Deák ültette az aradi vértanúk emlékére azt a tizenhárom tölgyfát, melyeket a falu azóta is kegyelettel ápol.
A terület (Rátót 43/2 hrsz.), mint történelmi emlékpark helyi jelentőségű védett természeti terület, 5874 m² nagyságú, Rátót Község Önkormányzati Képviselő-testülete az 5/1998. (VII. 29.) számú rendeletében nyilvánította védetté. Kezelői feladatát Rátót Község Önkormányzata látja el.
A parkban található tölgyek egy része kiszáradt, a megmaradt 7 egyedből néhány rossz állapotban van, főleg a nyugati oldalon. A déli oldalon lévő faegyedek vitálisabbak, ennek egyik oka a Vörös-patak közelsége lehet; a terület 2004 óta a Natura 2000 ökológiai hálózat részeként védettséget élvez. Az elpusztult fákat az öreg tölgyek leszármazottaival pótolták a helyi civil szervezetek tagjai, akik a park gondozásában, és az itt évente megrendezésre kerülő megemlékezés lebonyolításában is jelentős szerepet vállalnak.
A parkban az Őrségi Nemzeti Park Igazgatóság tájékoztató táblát állított fel. A község déli határa, a Rába menti ártéri területek, már az Őrségi Nemzeti Park országos jelentőségű védett területéhez tartoznak.